# Jean Bastien
Henri „Jean“ Bastien (* 21. Juni 1915 in Oran; † 1969 in Marseille) war ein französischer Fußballspieler und -trainer.

## Vereinskarriere
Der im seinerzeit noch französischen Algerien aufgewachsene Jean (eigentlich Henri) Bastien begann mit dem Fußballspielen bei SS Marsa (Oran); 1935 entdeckte dort ein „Talentspäher“ – es handelte sich um den zeitweiligen Vizepräsidenten von Olympique Marseille, Charles Elkabbach, der zahlreiche Fußballer Nordafrikas in die Provence holte – den als Dampfwalzenfahrer arbeitenden Bastien und überzeugte ihn von einem Wechsel zu dem Erstdivisionär, für den er mit drei kurzen Unterbrechungen die nächsten anderthalb Jahrzehnte spielen sollte. Seine Position war die eines Außenläufers, die der alles andere als robust gebaute, rothaarige Sohn eines Fischers aus Mers-el-Kébir auf sehr „britische“ Weise ausfüllte: hart gegen sich und seine Gegenspieler, sachlich, mehr Arbeiter als Regisseur.
Unter Trainer József Eisenhoffer entwickelte er sich an der Seite von Spielern wie Vilmos Kohut, Mario Zatelli, Abdelkader Ben Bouali, Edmond Weiskopf, Jaguaré Vasconcelos und Emmanuel Aznar zu einer festen Größe in Olympiques Mannschaft. Erstmals 1937 gewann er dort einen Titel und wurde französischer Meister, ein Jahr darauf folgte sein erster Pokalsieg und die Berufung in die Nationalelf (siehe unten). In der Saison 1938/39 wollte er sein Geld bei Racing Paris verdienen, fehlte allerdings nicht nur bei dessen Sieg im Pokalfinale. Ursache dafür: ein Olympique nahestehender Anwalt hatte jungen Männern, die sich von der Wehrpflicht in der französischen Armee befreien lassen wollten, für eine vierstellige Summe eine entsprechende Bescheinigung verschafft. Nachdem diverse Fälle aufgedeckt und vor Gericht gekommen waren – darunter auch der seines Mannschaftskameraden Ben Bouali, wie Bastien bei RU Algier ausgebildet –, wurde er streng bestraft und seine Profilizenz vorübergehend eingezogen. Daraufhin kehrte er nach Marseille zurück. Als Marseille Paris 12 Monate später im Endspiel um die Coupe de France 1:2 unterlag, war auch Jean Bastien wieder mit von der Partie.
1940, im Jahr der deutschen Besetzung und der Teilung Frankreichs, wechselte er innerhalb der „freien“ Zone zum Toulouse FC. Mit Bastien zusammen konnte der TFC auch Nationalspieler wie Raoul Diagne, Maurice Dupuis, Mario Zatelli und (ab 1941) Abdelkader Ben Bouali verpflichten, die bereits vorher alle schon in einer Elf mit ihm zusammen gestanden hatten und außer Dupuis gleichfalls einen nordwestafrikanischen biographischen Hintergrund aufwiesen. Eine einheitliche höchste Spielklasse gab es während der Kriegsjahre nicht, so dass dort als einziger Erfolg lediglich das Interzonenfinale im Pokalwettbewerb 1941 erreicht wurde, in dem Toulouse den Girondins AS du Port mit 1:3 unterlag. Jean Bastien war ab 1942 wieder für Olympique Marseille tätig, mit dem er schon im Sommer 1943 erneut auf die Girondins aus Bordeaux traf. Diesmal allerdings war es das Landesendspiel im Pokal, und diesmal stand er wieder auf der Seite der Sieger, wenn Marseille dafür auch zwei Partien (2:2 n. V. und 4:0) benötigte. Im Herbst 1944 verließ er Olympique für ein viermonatiges Intermezzo bei AS Avignon.
Nach Kriegsende und Befreiung Frankreichs gewann Bastien, inzwischen längst Spielführer bei Marseille, in der Saison 1947/48 auch seine zweite Meisterschaft. 1949, gegen Ende seiner Karriere, war er sich auch nicht zu schade, für den GSC Marseille, quasi Olympiques zweite Mannschaft, in der Division 2 aufzulaufen. Ganz zum Schluss wechselte Bastien noch als Spielertrainer zum gleichfalls zweitklassigen SO Montpellier.

### Stationen
- Société Sportive de la Marsa (1934–1935)
- Olympique de Marseille (1935–1938)
- Racing Club de Paris (1938/39 – größtenteils aber suspendiert)
- Olympique de Marseille (1939/40)
- Toulouse Football Club  (1940–1942)
- Olympique de Marseille (1942–August 1944, 1943/44 als Équipe Fédérale Marseille-Provence)
- Association Sportive Avignonaise (September–Dezember 1944)
- Olympique de Marseille (Januar 1945–1949)
- Groupe Sporting Club Marseillais (1949/50, in D2)
- Stade Olympique Montpelliérain (1950/51, als Spielertrainer in D2)

## In der Nationalmannschaft
Jean Bastien bestritt vier Spiele für die A-Nationalelf Frankreichs. Er debütierte im Juni 1938, als er bei der WM im eigenen Land nicht nur zum Aufgebot gehörte, sondern auch in beiden Spielen gegen Belgien und Italien zum Einsatz kam. Aufgrund seines Vereinswechsels zu Racing Paris wurde er anschließend zunächst nicht wieder berücksichtigt, und dann verdarb der Krieg ihm – wie so vielen anderen seiner Generation – eine größere Zahl von Berufungen, weil Frankreich zwischen Sommer 1939 und Sommer 1945 lediglich sechs Länderspiele austrug. Bastien kam erst im Dezember 1945 zu zwei weiteren Einsätzen, die die Bleus in Österreich und Belgien beide verloren. Einen Treffer hat er in keinem dieser Spiele erzielt.

## Palmarès
- Französischer Meister: 1937, 1948
- Französischer Pokalsieger: 1938, 1939 [o.Fin.], 1943 (und Finalist 1940)
- 4 A-Länderspiele (kein Treffer) für Frankreich; WM-Teilnehmer 1938
- für Marseille 291 Spiele und 9 Tore in der Division 1 (einschließlich der inoffiziellen Kriegsspielzeiten)[10]

## Leben nach der Zeit als Spieler
Seine bei Montpellier begonnene Trainertätigkeit setzte Jean Bastien bei mehreren Vereinen in Marokko und Algerien fort, so bei US Marocaine de Casablanca und Association Sportive Musulmane d’Oran. Anschließend ließ er sich in Marseille nieder, wo er 1969 relativ jung gestorben ist.